# Philip Herbert, IV conte di Pembroke
Philip Herbert, IV conte di Pembroke (Wilton House, 16 ottobre 1584 – Westminster, 23 gennaio 1649), è stato un nobile, politico e scrittore inglese, celebre per aver contribuito alla pubblicazione del First Folio, prima raccolta delle opere di William Shakespeare.

## Biografia
Nato nella residenza di famiglia, Wilton House, Philip era figlio di Henry Herbert, II conte di Pembroke e della sua terza moglie, Mary Sidney, sorella del poeta Philip Sidney. All'età di nove anni venne mandato a studiare presso Oxford.
Nel 1600, sedicenne, Philip fece il suo ingresso alla corte di re Giacomo I Stuart. Molti storici ritengono che Giacomo I avesse tendenze omosessuali; quello che è certo è che il re tenesse a corte una cerchia di favoriti. Grazie all'intervento congiunto di Eward Hyde e di John Aubrey, il re notò il giovane Philip, molto abile nella caccia. Nel 1603 Philip divenne gentiluomo del re e nel luglio dello stesso anno entrò a far parte dell'Ordine del Bagno.
Nel 1604 Philip prese in moglie, su consiglio del re, Susan de Vere, figlia del conte di Oxford mentre nel 1605 divenne Gentleman of the Bedchamber, barone Herbert di Shurland e primo conte di Montgomery.
Appassionato di gioco d'azzardo, Philip si coprì di debiti. Nel 1608 il re, dopo aver risollevato la situazione economica del suo favorito, lo nominò cavaliere dell'Ordine della Giarrettiera. Le fonti ci parlano di Philip come di una persona litigiosa e dotata di un pessimo carattere: fu infatti protagonista di numerosi litigi, come quello con il conte di Southampton, tutti risolti dall'intervento del sovrano.

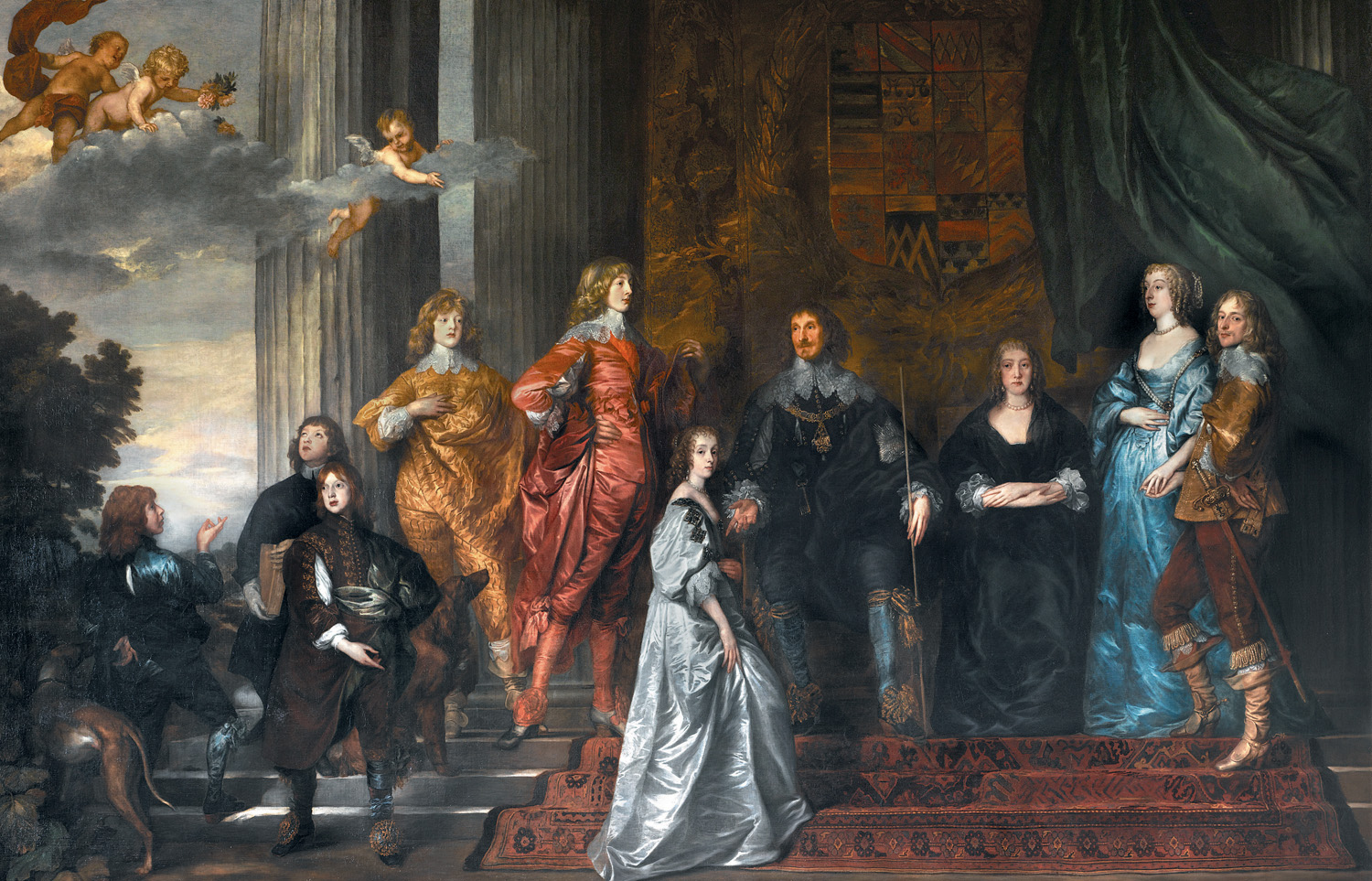
Ritratto di Philip Herbert, quarto conte di Pembroke, e la sua famiglia, opera di van Dyck.

Alla morte di Giacomo I nel 1625 continuò ad esercitare la sua influenza anche alla corte del suo successore, Carlo I. Assieme al fratello ebbe interessi nella colonizzazione del Nuovo Mondo e fu protettore di artisti; In una dedica i due vengono definiti come "la più nobile e incomparabile coppia di fratelli". A dimostrazione del favore che gli accordò il nuovo re, Philip fu scelto come uno dei gentiluomini che scortarono la nuova regina Enrichetta Maria a Londra da Parigi e nel 1626 venne nominato Lord Ciambellano, la più alta carica politica del regno. Assunse il titolo di terzo conte di Pembroke alla morte del fratello nel 1630.
Amante di arte e cultura, possedeva una grande collezione d'arte con lavori di Raffaello, Hans Holbein, van Dyck. Si dedicò alla ristrutturazione dei palazzi reali e della sua residenza, Wilton House chiamando un architetto della fama di Inigo Jones.
Nel 1641 tradì il re passando dalla parte del Parlamento durante la guerra civile inglese.

## Matrimonio
Sposò Susan de Vere (26 maggio 1587-1629), figlia di Edward de Vere, XVII conte di Oxford. Ebbero quattro figli:
- Lady Anna Sophia Herbert (?-1695), sposò Robert Dormer, I conte di Carnarvon, ebbero un figlio;
- Lord Charles Herbert (1619-1635);
- Philip Herbert, V conte di Pembroke;
- Lord James Herbert (1623-1677), sposò in prime nozze Jane Spiller ed ebbero una figlia, sposò in seconde nozze Lady Catherine Osborne ed ebbero una figlia.

Il 1º giugno 1630, sposò Anne Clifford, baronessa di Clifford (30 gennaio 1590 - 22 marzo 1676), figlia di George Clifford, III conte di Cumberland, e vedova di Sackville, conte di Dorset. Non ebbero figli.

## Morte
Nel mese di maggio 1649, Pembroke si ammalò e trascorse il resto dell'anno costretto a letto. Morì nel suo studio a Westminster il 23 gennaio 1650.
Venne imbalsamato e trasportato a Salisbury per essere sepolto nella cattedrale di Salisbury.